# Харик (Иркутское муниципальное образование)
Харик — посёлок в Куйтунском районе Иркутской области России. Административный центр Иркутского сельского поселения.

## Топонимика
Название Харик, вероятно, происходит от бурятского хайр — коса, песчаная отмель, хайрик — песчаник, точильный песчаный камень. В районе населённого пункта расположены обнажения песчаников, протекающая рядом речка Харик имеет песчаное русло.

## География
Посёлок находится на расстоянии 18 км к западу от рабочего посёлка Куйтун, административного центра района.

## История
В 1949—1953 годах посёлок являлся административным центром Харикского района.

## Население
| 2002 | 2010  | 2011  | 2012  |
| ---- | ----- | ----- | ----- |
| 1995 | ↘1812 | ↘1803 | ↘1734 |

### Половой состав
По данным Всероссийской переписи, в 2010 году в посёлке проживало 1812 человек (861 мужчина и 951 женщина).

## Улицы
| - ул. 40 лет Победы, - ул. Бурлова, - ул. Вокзальная, - ул. Гагарина, - ул. Горького, | - ул. Дзержинского, - ул. Железнодорожная, - ул. Карла Маркса, - ул. Кирова, - ул. Коммунальная, | - ул. Кооперативная, - ул. Ленина, - ул. Нагорная, - ул. Пролетарская, - ул. Профсоюзная, | - ул. Рабочая, - ул. Сазоновой, - ул. Советская, - ул. Трактовая, - ул. Чапаева. |